# Mizuno (Unternehmen)

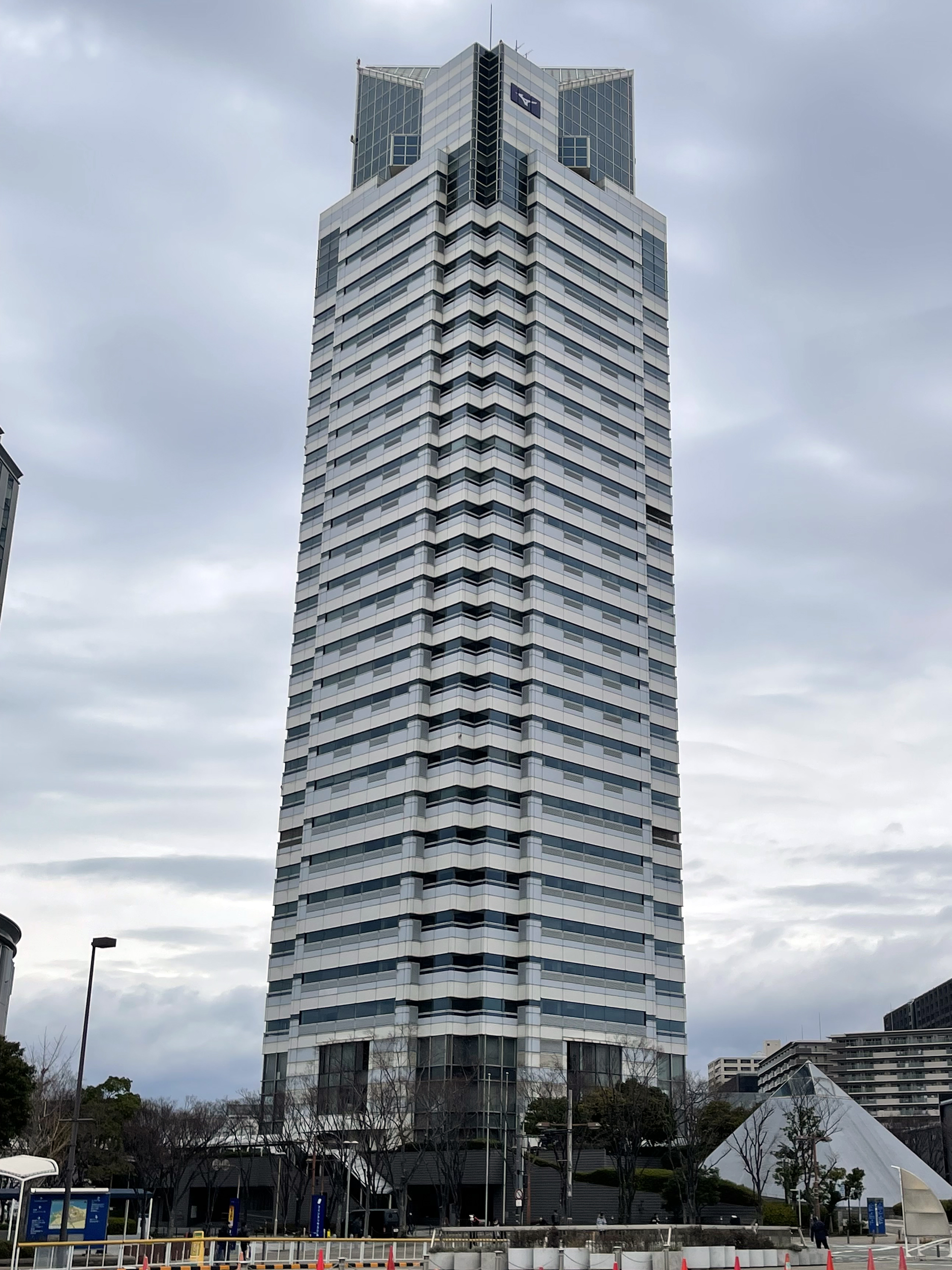
Hauptquartier in Osaka

Trailrunningschuh

Mizuno K.K. (jap. 美津濃株式会社, Mizuno Kabushiki-gaisha, englisch Mizuno Corporation) ist ein japanischer Sportbekleidungs- und Sportartikelhersteller. Die Aktiengesellschaft wird mit der Kennung TYO 8022 an der Tokioter Börse gelistet.

## Geschichte
Das Unternehmen wurde 1906 in Osaka von Rihachi Mizuno gegründet und 1923 als Mizuno Undō Yōhin K.K. (美津濃運動用品株式会社, dt. „Sportwaren Mizuno“) als K.K. angemeldet.

## Firmenprofil

### Sportausrüster
Mizuno stellt Ausrüstung für Sportler der Laufarten Traillauf, Performance-Running sowie Road-Running her. Renommiert ist das Unternehmen ebenfalls im Bereich der Golfschläger-Herstellung. Für zahlreiche weitere Sportarten werden Ausrüstungsgegenstände produziert, darunter Baseball, Fußball, Golf, Tennis, Handball, Rugby, Judo, Leichtathletik, Tischtennis, Badminton, Volleyball, Netball, Korfball.
Mizuno rüstet diverse Fußballspieler mit Schuhen aus, darunter den Brasilianer Hulk, Lazar Marković und Keisuke Honda. Außerdem ist Mizuno offizieller Ausrüster der Bundesligavereine FC Augsburg und VfL Bochum. Seit 2016 ist Mizuno wieder auf dem Tennismarkt und hatte mit Philipp Kohlschreiber einen der besten deutschen Tennisspieler unter Vertrag genommen.

### Flugzeugbau
Ab dem 30. Jubiläum der Geschäftstätigkeiten der Mizuno Kyōdai Shōkai (水野兄弟商会, engl. Mizuno Brothers Ltd.) in Osaka begann die Mizuno-Gleiterfabrik Mizuno Glider Seisakusho (美津濃グライダー製作所, Mizuno guraidā seisakusho) 1936 auch Segelflugzeuge zu bauen. Das Thema war Sport: Vom Land zur See und in die Luft. Innerhalb weniger Jahre erreichten die Mizuno-Gleiter japanische Rekorde für Flughöhe und Flugdauer.